# Mawa Traoré
Pour les articles homonymes, voir Traoré.
Mawa Traoré ou Mahoua Traoré est une artiste chanteuse mandingue née à Man, en Côte d'Ivoire. 

## Biographie
Mawa Traoré est une artiste chanteuse mandingue de la Côte d'Ivoire. Née à Man, elle s'installe ensuite dans la capitale économique Abidjan, où elle est régulièrement invitée sur des plateaux de télévision pour interpréter ses chansons, mais aussi à la radio et la presse.
Elle est connue comme chanteuse de « goumbé » une danse malinké traditionnelle qui s'est adaptée également à la musique moderne. Elle se produit en tournées dans la région de l'Afrique de l'Ouest, mais aussi en Europe et aux États-Unis.

## Engagement humanitaire
En janvier 2008, elle crée la « Fondation Mahoua Traoré » afin de promouvoir la dignité humaine et l’amélioration des conditions de vie des enfants. Elle créé cette fondation à la suite de la misère générée par la guerre, notamment par des dons de kits scolaires et de riz, mais aussi de matelas, de nattes, de savons, et bien d'autres choses,. 
Elle est membre d’honneur de la Croix-Rouge de Côte d’Ivoire.
En 2020 elle prend la tête de l'association « Agir pour la paix »,.

## Discographie
- Moyahiouè (1995)
- Cônô (1999)
- Taama (2000)
- Bi môgôlou (2004)
- Mirya (2010)
- Dounougnan dia (Cônô Production, 2014)[5]

## Récompenses
- 2011 : Tamani du meilleur artiste de Côte d’Ivoire[8],[9].